# Pan-STARRS
20°42′26″ пн. ш. 156°15′21″ зх. д. / 20.707318380876° пн. ш. 156.25588994455° зх. д.
| LINEAR NEAT Spacewatch LONEOS | CSS Pan-STARRS NEOWISE Інші |

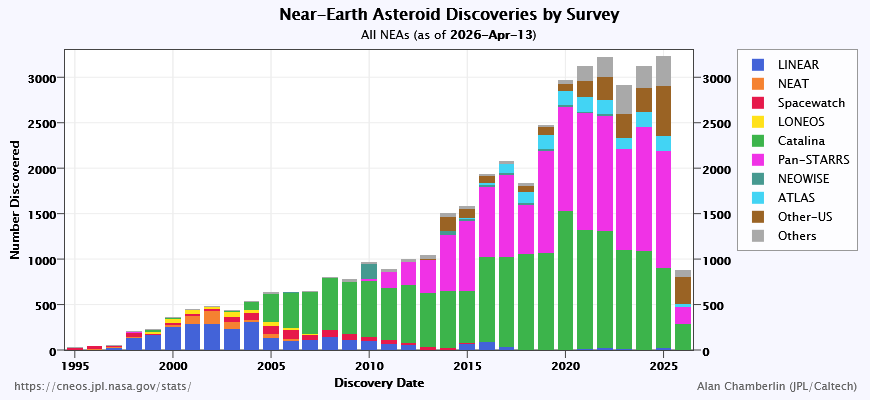
Кількість навколоземних об'єктів, виявлених під час різних проектів:

Pan-STARRS (The Panoramic Survey Telescope and Rapid Response System — система телескопів панорамного огляду й швидкого реагування) складається з астрономічних камер, телескопів і засобів комп'ютерної обробки, призначених для постійного спостереження небесної сфери для пошуків рухомих об'єктів, зокрема для фотофіксації й точного визначення положень уже виявлених тіл. Передбачається, що виявлення змін порівняно з даними попередніх спостережень тих самих областей неба дасть змогу відкрити величезну кількість досі невідомих астероїдів, комет, змінних зір та інших космічних об'єктів.
Первинним завданням системи є виявлення навколоземних об'єктів, зіткнення з якими є імовірним. Очікується, що результатом роботи системи буде створення бази даних усіх об'єктів, видимих із широти Гаваїв (це приблизно три чверті усього неба), із видимою зоряною величиною аж до 24 — тобто у 100 разів тьмяніших, порівняно з тими, які доступні іншим сучасним астрономічним оглядам. Це дасть змогу виявляти 99 % астероїдів, які перетинають орбіту Землі та мають діаметр більше 300 м. Значну частину коштів для створення системи Pan-STARRS віділили Повітряні сили США (через свої дослідницькі лабораторії). У рамках огляду Pan-STARRS NEO виконується пошук в усьому небі північніше схилення −47,5.
Перший телескоп системи Pan-STARRS (PS1) — розташований в обсерваторії Халеакала на вершині вулкана Халеакала на острові Мауї на Гаваях. Телескоп почав роботу 6 грудня 2008 року під керуванням Гавайського університету. Постійні наукові спостереження телескоп PS1 почав 13 травня 2010 року, і наразі виконується його наукова місія (PS1 Science Mission). Його роботу фінансує PS1 Science Consortium (PS1SC) — консорціум, до складу якого входить Товариство імені Макса Планка (Німеччина), Національний центральний університет (Тайвань), Единбурзький і Даремський університети та Королівський університет Белфаста (Велика Британія), Університет Джонса Гопкінса й Гарвардський університет (США), а також мережа телескопів LCOGT (Las Cumbres Observatory Global Telescope Network). Фінансований консорціумом огляд усієї небесної сфери (точніше, її частини, видимої з Гаваїв) було завершено у квітні 2014 року.
Проект Pan-STARRS — це результат співпраці Інституту Астрономії Гавайського університету, Лабораторії імені Лінкольна Массачусетського технологічного інституту, Високопродуктивного комп'ютерного Центру Мауї (MHPCC) та Міжнародної корпорації із впровадження наукових досягнень (SAIC). Збудування телескопа фінансувалося Повітряними силами США. Завершивши збудування першого телескопа PS1, проект Pan-STARRS зосередився на будуванні другого телескопа, PS2, перші роботи на якому почалися у 2013 році, а повномасштабні наукові спостереження заплановано на 2014 рік. Після цього має стати до ладу вся система із чотирьох телескопів, яку іноді називають PS4. Загальна вартість збудування системи із чотирьох телескопів оцінюється 100 млн дол. США.
Станом на середину 2014 року, PS2 перебував у стані введення в експлуатацію. Оскільки проект зазнав значних фінансових проблем, графік введення в експлуатацію третього й четвертого телескопів чітко не визначено.

## Інструменти
Наразі (станом на 2014 рік) система Pan-STARRS складається з двох 1,8-метрових телескопів, зроблених за схемою Річі — Кретьєна й розташованих на вулкані Халеакала на Гаваях.
Перший із телескопів, PS1, зробив перші зображення неба за допомогою камери з низкою роздільною здатністю в червні 2006 року. Поле огляду телескопа становило 3° — це надзвичайно багато для телескопів такого розміру. Він обладнаний найбільшою з існуючих цифрових камер, яка здатна зафіксувати на зображені 1,4 млрд пікселів. Його фокальна площина складається з 60 окремих близько розташованих ПЗЗ-матриць, згрупованих у блоки 8 × 8. Кути не заповнені, оскільки в оптичній системі не передбачено їх освітлення. Кожний ПЗЗ-пристрій — так званий ортогональний передавальний масив (Orthogonal Transfer Array, OTA) — охоплює область розміром 4800 × 4800 пікселів, розділену на 64 секції, кожна площею 600 × 600 пікселів. Уперше ця гігапіксельна камера (GPC) вловила світло 22 серпня 2007 року, зробивши зображення Галактики Анромеди.

13 травня 2010 року, коли перші технічні проблеми були майже повністю вирішені, телескоп PS1 почав повномасштабну роботу. 15 червня 2010 року Нік Кайзер (Nick Kaiser), науковий керівник проекту Pan-STARRS, сказав щодо цього:
Телескоп PS1 отримує корисні для науки дані вже впродовж шести місяців, але тепер ми отримуємо їх щоночі, протягом усієї темної частини доби.
Утім, зображення, отримувані телескопом PS1, усе ж не такі чіткі, як планувалося, і це суттєво впливає на спосіб їх наукового використання.
Кожне зображення потребує 2 гігабайти пам'яті. Тривалість експонування для створення зображення становить від 30 до 60 секунд — цього достатньо, аби зафіксувати об'єкти з видимою зоряною величиною аж до 22. Крім того, ще одну хвилину триває комп'ютерна обробка зображення. Оскільки зображення створюються неперервно, щоночі PS4 генеруватиме 10 терабайт пам'яті. Порівняння отриманих даних із базою даних щодо незмінюваних об'єктів, створеною під час попередніх спостережень, дає змогу виявити цікаві об'єкти — зокрема ті, які з якої-небудь причини змінили свою яскравість або положення. Станом на 30 червня 2010 року Гавайський університет у Гонолулу отримав 8,4 млн дол. США у рамках модифікації договору щодо багаторічної програми Pan-STARRS для розробки й розгортання системи керування даними, що їх отримує телескоп. Наразі всі ці кошти виділено (FA9451-06-2-0338; P00008).
Величезне поле огляду телескопа і короткий час експонування дають можливість щоночі фіксувати приблизно 6000 квадратних градусів небесної сфери. Уся небесна сфера — це 4π стерадіан, або 4π × (180/π)² ≈ 41 253 квадратних градуси, із яких приблизно 30 000 квадратних градусів видимі з Гаваїв. Це означає, що всю небесну сферу можна зняти впродовж 40 годин (тобто приблизно 10 годин щоночі протягом чотирьох днів). Оскільки при цьому доводиться уникати тих годин, коли яскраво світить Місяць, це означає, що область, еквівалентну всій небесній сфері, можна оглянути чотири рази на місяць — це безпрецедентно швидко. Наприкінці початкової трирічної місії у квітні 2014 року телескоп PS1 зафіксував усю небесну сферу 12 разів через 5 фільтрів (g, r, i, z, y).

## Наукові дані
Неперервне систематичне спостереження всієї небесної сфери — безпрецедентний проект. Очікується, що він дасть змогу зробити надзвичайно велику кількість відкрить космічних тіл різних типів. Наприклад, наймасштабніший сучасний огляд, здійснюваний з метою відкриття астероїдів, — Огляд Маунт-Леммон — здатен фіксувати об'єкти з видимою зоряною величиною до 21,5, а його пошуки зосереджені здебільшого поблизу екліптики, тоді як огляд Pan-STARRS фіксує об'єкти на три величини тьмяніші й охоплює всю частину небесної сфери, видиму з Гаваїв. Крім того, здійснювані наразі огляди доповнюють зусилля створити карту небесної сфери в інфрачервоному діапазоні, створювану WISE, орбітальним телескопом NASA: результати одного огляду доповнюють і розширюють результати іншого.

### Обмеження, пов'язані з вимогами військових
Відповідно до інформації журналу Defense Industry Daily, на роботу телескопа PS1 накладалися значні обмеження, аби уникнути фіксування секретних об'єктів. Для цензурування пікселів на зображеннях, які містять відомості щодо секретних супутників, використовувалося спеціальне програмне забезпечення для виявлення слідів у вигляді смуг (так звана програма «Magic»). Ранні версії цього програмного забезпечення були досить грубі: вони контролювали лише 68 % від загального поля зору (враховуючи проміжки між детекторами), але на березень 2010 року цей показник покращився до 76 %, лише трохи не досягнувши доступних телескопу 80 %. Наприкінці 2011 року Повітряні сили США (USAF) повністю скасували вимоги щодо маскування (для всіх зображень — як знятих раніше, так і тих, що будуть зняті в майбутньому). Таким чином, за винятком кількох нефункціонуючих елементів ортогональної передавальної матриці (OTA), дозволяється використовувати дані всього поля зору.

### Сонячна система
Очікується, що крім величезної кількості майбутніх відкрить у поясі астероїдів, система Pan-STARRS виявить принаймні 100 000 троянських астероїдів Юпітера (для порівняння: наприкінці 2008 року їх було відомо 2900); щонайменше 20 000 об'єктів поясу Койпера (у середині 2005 року їх було відомо 800); тисячі троянських астероїдів Сатурна, Урана й Нептуна (наразі відомо вісім троянців Нептуна, жодного — Сатурна та один — Урана); а також багато кентаврів та комет.
Система Pan-STARRS не тільки радикально збільшить кількість відомих об'єктів Сонячної системи, а й усуне або зменшить так звані «перекоси спостережень», притаманні багатьом поточним оглядам унаслідок особливостей спостереження. Наприклад, серед відомих наразі об'єктів є перекіс у бік орбіт із низьким нахилом, через що такий об'єкт, як Макемаке, донедавна важко було віднайти, навіть попри його відносно велику видиму зоряну величину 17 — це лише трохи тьмяніше від Плутона. Крім того, серед відомих наразі комет є перекіс у бік комет із короткими перилегійними відстанями. Зменшення таких перекосів спостереження покращить наше уявлення щодо динаміки Сонячної системи. Наприклад, очікується, що кількість троянців Юпітера діаметром більше 1 км має приблизно дорівнювати кількості астероїдів у поясі астероїдів, у той час як кількість наразі відомих астероїдів у поясі на кілька порядків більша. Дані, отримувані системою Pan-STARRS, чудово доповнюють дані огляду WISE (в інфрачервоному діапазоні). Дані, отримувані системою WISE в інфрачервоному діапазоні, дадуть змогу оцінити розмір астероїдів і троянців, рух яких фіксувався впродовж довшого періоду, ніж системою Pan-STARRS.
Система Pan-STARRS здатна виявляти міжзоряні об'єкти, які рухаються скрізь Сонячну систему. Вважається, що під час формування планетних систем величезна кількість об'єктів виштовхується з них унаслідок гравітаційної взаємодії з планетами (у випадку Сонячної системи — близько 1013). Цілком імовірно, що об'єкти, виштовхнуті з планетних систем інших зір, можуть бути поширені у Чумацькому Шляху, і деякі з них можуть проходити скрізь Сонячну систему.
Система Pan-STARRS здатна виявляти зіткнення невеликих астероїдів. Це доволі рідке явище і жодного такого зіткнення досі не спостерігалося, але оскільки кількість відкритих астероїдів різко зросте, імовірність зафіксувати такі явища статистично збільшиться.

### Поза Сонячною системою
Очікується, що система Pan-STARRS відкриє надзвичайно велику кількість змінних зір, зокрема в найближчих галактиках; можливо, їй вдасться відкрити навіть досі невідомі карликові галактики. Відкриття великої кількості цефеїд і затемнювано-подвійних зір допоможе визначити відстані до найближчих галактик із більшою точністю. Очікується, що буде відкрито велику кількість наднових зір типу Ia в інших галактиках (вони відіграють велику роль у вивченні впливу темної енергії), а також післясвічення гамма-спалахів в оптичному діапазоні.
Оскільки дуже молоді зорі (як-от зорі типу T Тельця) зазвичай є змінними, система Pan-STARRS має відкрити багато таких зір, покращивши наше розуміння їхньої природи. Очікується також, що система Pan-STARRS відкриє багато екзопланет, фіксуючи їх транзити на тлі їхніх батьківських зір, а також спостерігатиме події гравітаційного мікролінзування.
Система Pan-STARRS дасть змогу кількісно виміряти власний рух і паралакс, а отже — відкрити велику кількість коричневих і білих карликів та інших близько розташованих тьмяних об'єктів і тим самим дасть змогу скласти повний перелік усіх зір у радіусі 100 парсек від Сонця. Попередні огляди, у рамках яких здійснювалося вимірювання власного руху й паралаксу поблизьких зір, часто не давали змогу виявити об'єкти, надто тьмяні для таких проектів, як «Гіппаркос» — як-от нещодавно відкрита зоря Тігардена.
Крім того, виявляючи зорі з великим паралаксом, але дуже малим власним рухом для подальшого вимірювання променевої швидкості, система Pan-STARRS уможливить виявлення гіпотетичних об'єктів на кшталт Немезиди, якщо вони справді існують.

### Відкриття

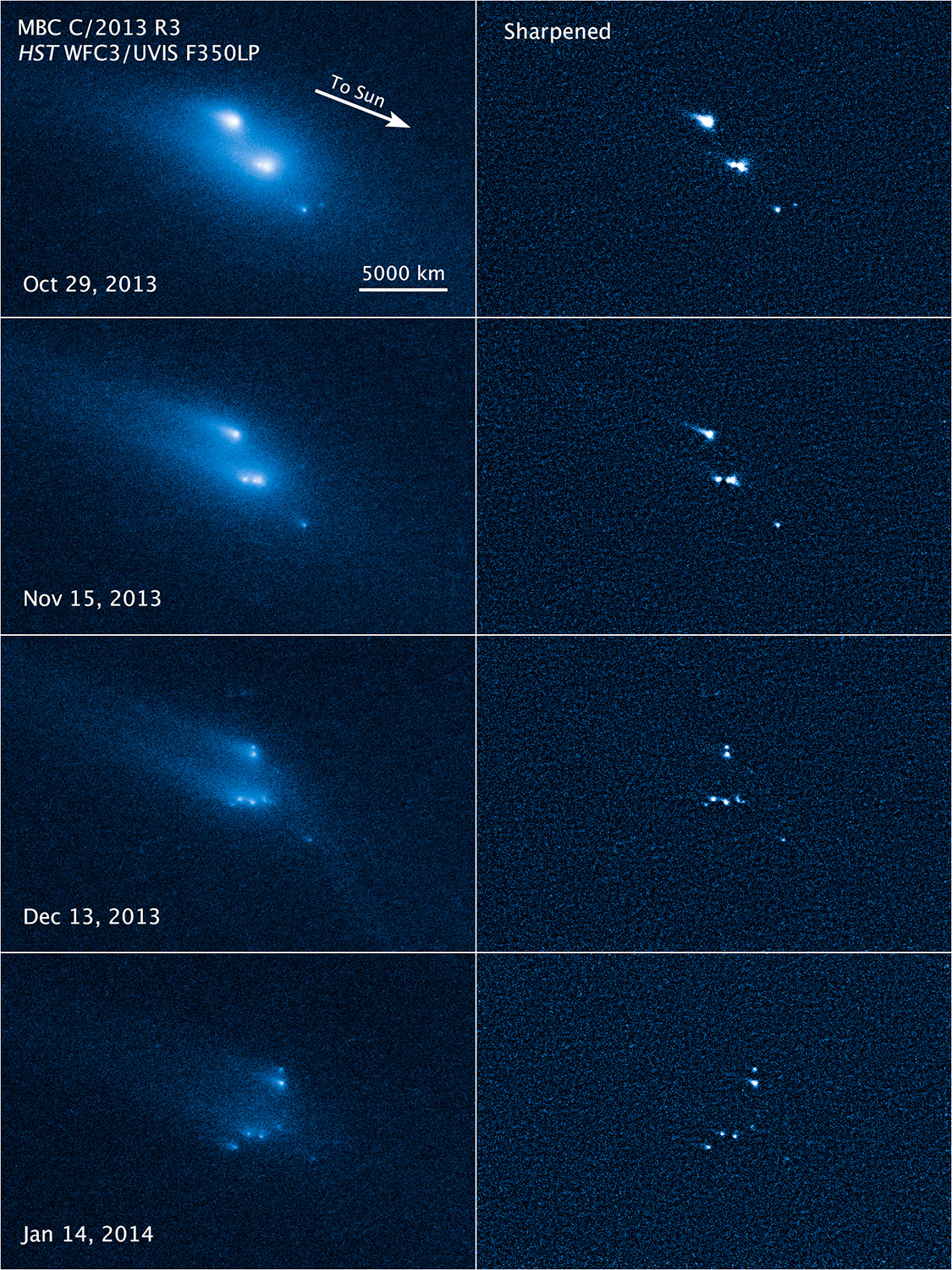
Розпадання астероїда P/2013 R3, спостережуване космічним телескопом «Габбл» (6 березня 2014 р).

- 2010 ST3 — цей навколоземний об'єкт, який на момент відкриття мав дуже невелику можливість зіткнення із Землею в 2098 році, був відкритий системою Pan-STARRS 16 вересня 2010 року. Це був перший навколоземний об'єкт, відкритий у рамках програми Pan-STARRS. Діаметр об'єкта — 30—65 м[19][20]. Приблизно таким за розміром був Тунгуський метеорит, який впав у Росії в 1908 році. У середині жовтня 2010 року об'єкт проминув на відстані 6 млн км від Землі[21].
- 2012 GX17 — уперше про цей тьмяний об'єкт 22-ї зоряної величини повідомлялося 14 квітня 2012 року. Він є кандидатом у троянські астероїди Нептуна (точка Лагранжа L5)[22].
- 2013 ND15 — уперше згадується 13 липня 2013 року. Імовірно, перший відомий троянець Венери (точка Лагранжа L5)[23].
- C/2011 L4 (PANSTARRS) — у червні 2011 року астрономи Гавайського університету за допомогою телескопа Pan-STARRS відкрили комету C/2011 L4[24]. На момент відкриття вона перебувала на відстані прибл. 1,2 млрд км від Сонця, тобто за орбітою Юпітера. Комета стала видимою неозброєному оку в березні 2013 року, коли вона була поблизу свого перигелію. Судячи з усього, вона походить із хмари Оорта — хмари кометоподібних об'єктів, розташованій у зовнішній частині Сонячної системи. Імовірно, вона зазнала гравітаційного збурення з боку віддаленої зорі, яка проходила повз Сонце, через що й почалася її тривала подорож у бік Сонця[24].
- PS1-10afx — унікальна над'яскрава бідна на водень наднова (SLSN) із червоним зсувом z = 1,388. Спершу відкрита 31 серпня 2010[25]. Як з'ясувалося пізніше, причиною надмірної яскравості було гравітаційне лінзування[26].
- PS1-10jh — припливне руйнування зорі надмасивною чорною дірою[27].
- P/2010 T2 — цей тьмяний об'єкт 20-ї зоряної величини, про який уперше повідомлялося 16 жовтня 2010 р., є першою кометою, відкритою в рамках програми Pan-STARRS. Навіть у перигелії — точці, найближчої до Сонця (3,73 а. о.), яку об'єкт пройшов улітку 2011 р., — його зоряна величина становила лише 19,5. Його орбітальний період становить 13,2 роки. Об'єкт є членом короткоперіодичних комет сімейства Юпітера[28][29].
- P/2012 B1 — комета, відкрита Pan-STARRS 25 січня 2012 року[30][31].
- P/2012 T1 — відкриття Pan-STARRS, одна найменше відомих комет головного поясу[32].
- P/2013 R3 — відкриття, здійснене Pan-STARRS 15 вересня 2013 року: розпад спостерігався телескопом «Габбл»[18].
- C/2014 S3 — кам'яна комета (Pan-STARRS)[33].
- (636872) 2014 YX49 — троянський астероїд Урана, другий з об'явлених після 2011 QF99[34].
- SN 2008id — наднова типу Ia, підтверджена обсерваторією Кека за допомогою червоного зсуву[35].
- 469219 Камооалева — імовірно, один із найстабільніших квазісупутників Землі[36][37].
- 2016 UR36 — навколоземний астероїд, спостерігався упродовж 5 днів[38].
- (471325) 2011 KT19 — транснептуновий об'єкт із ретроградною орбітою[39].
- 2023 FW13 — відкритий 28 березня 2023 року астероїд Сонячної системи[40], квазісупутник Землі з II або III століття до н. е., який залишатиметься таким до XXXVII або XXXVIII століття, тобто загалом ще близько 4000 років[41].